# 北諾丁漢 (英國國會選區)

選區在諾丁漢郡的位置

北諾丁漢（英語：Nottingham North），英國國會一自治市選區，位於諾丁漢北部，包括六個地方選區。
本區始設於1955年，是工黨的根據地。保守黨只是在1983年勝選一次。在2010年大選中的格拉漢姆·艾倫以48.6%選票第五次當選。